# 联合国安全理事会第942号决议
联合国安全理事会第942号决议是联合国安全理事会于1994年9月23日通过的有关波斯尼亚和黑塞哥维那局势的决议，决定加强并延长安理会以前各决议对波斯尼亚和黑塞哥维那共和国境内波斯尼亚塞族部队控制地区采取的措施。
安理会申明决心以谈判方式解决前南斯拉夫境内的冲突，同时维护当地所有国家的领土完整，谴责波斯尼亚塞族一方决定拒绝接受领土解决办法提案，认为这一决议和以前各项有关决议所规定的措施都是达成以谈判解决冲突的目的的一种手段。
安理会根据《联合国宪章》第七章采取行动，表示满意领土解决办法提案现已获得除波斯尼亚塞族一方外当事各方的完全接受，并对后者进行强烈谴责，要求其完全无条件接受这一解决办法。 决议还要求所有当事各方继续遵守1994年6月8日协议的停火，不采取任何新的敌对行动。
决议决定加强对波斯尼亚塞族部队控制地区采取的措施， 并呼吁各国，在波斯尼亚塞族部队没有完全接受领土解决办法提案以前，拒绝同该方领导人进行任何政治会谈。 除此之外，各国亦被要求：
(a) 阻止波斯尼亚塞族部队直接或间接拥有或控制的任何实体在本国领土活动，但不包括人道主义援助与根据第724号决议所设委员会纯粹用于医疗目的的用品和食品；
(b) 冻结波斯尼亚塞族部队资金；
(c) 禁止为波斯尼亚塞族部队控制地区内进行的任何营业而向任何个人或机构提供服务，但电信、邮政、法律或经波斯尼亚和黑塞哥维那政府核准的服务除外；
(d) 阻止波斯尼亚塞族部队控制地区的当局官员与代表此种当局或部队的人员进入其领土；
(e) 禁止一切河运商船进入波斯尼亚塞族部队控制地区的港口，除非经根据个别情况核准；
(f) 采取措施防止利益从其他地方，尤其是从克罗地亚境内的联合国保护区，转移到波斯尼亚塞族部队控制地区。
本决议中的规定不适用于联合国保护部队(UNPROFOR)、前南斯拉夫问题国际会议或欧洲共同体监测团有关的活动中，并决定每隔四个月，审查本决议所规定的措施，并表示如果波斯尼亚塞族一方完全无条件接受领土解决办法提案，安理会准备重新审议这些措施。最后，决议请秘书长布特罗斯·布特罗斯-加利向委员会提供必要的协助。
第942号决议以14票赞成，0票反对，1票弃权（中国）通过。

## 拓展
- 波斯尼亚战争
- 南斯拉夫解体
- 克罗地亚独立战争